# Camponotus ovaticeps
Camponotus ovaticeps é uma espécie de inseto do gênero Camponotus, pertencente à família Formicidae.